# Le Vigan (Lot)
Le Vigan è un comune francese di 1 494 abitanti situato nel dipartimento del Lot nella regione dell'Occitania.

## Società

### Evoluzione demografica
Abitanti censiti